# The Crazy Ones
The Crazy Ones è una sitcom statunitense trasmessa durante la stagione televisiva 2013-2014 sulla rete televisiva CBS.
In Italia è stata trasmessa in prima visione sul canale satellitare Sky Atlantic dal 10 aprile 2014, mentre in chiaro è stata trasmessa su MTV durante il mese di agosto 2015.

## Trama
La serie segue le vicende di Simon Roberts, stravagante titolare di un'agenzia pubblicitaria di Chicago, e dei suoi dipendenti. Presso l'agenzia lavorano la figlia Sydney, che assume le vesti di direttrice creativa, il copywriter Zach Cropper, il direttore artistico Andrew Kennedy e Lauren Slotsky, curatrice editoriale.

## Episodi
| Stagione       | Episodi | Prima TV USA | Prima TV Italia |
| -------------- | ------- | ------------ | --------------- |
| Prima stagione | 22      | 2013-2014    | 2014            |

## Personaggi e interpreti
- Simon Roberts, interpretato da Robin Williams, doppiato da Marco Mete.
- Sydney Roberts, interpretata da Sarah Michelle Gellar, doppiata da Barbara De Bortoli.
- Zach Cropper, interpretato da James Wolk, doppiato da David Chevalier.
- Andrew Kennedy, interpretato da Hamish Linklater, doppiato da Alessandro Quarta.
- Lauren Slotsky, interpretata da Amanda Setton, doppiata da Ilaria Latini.

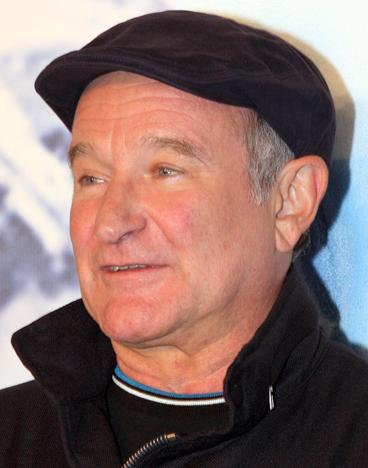
Robin Williams interpreta Simon Roberts
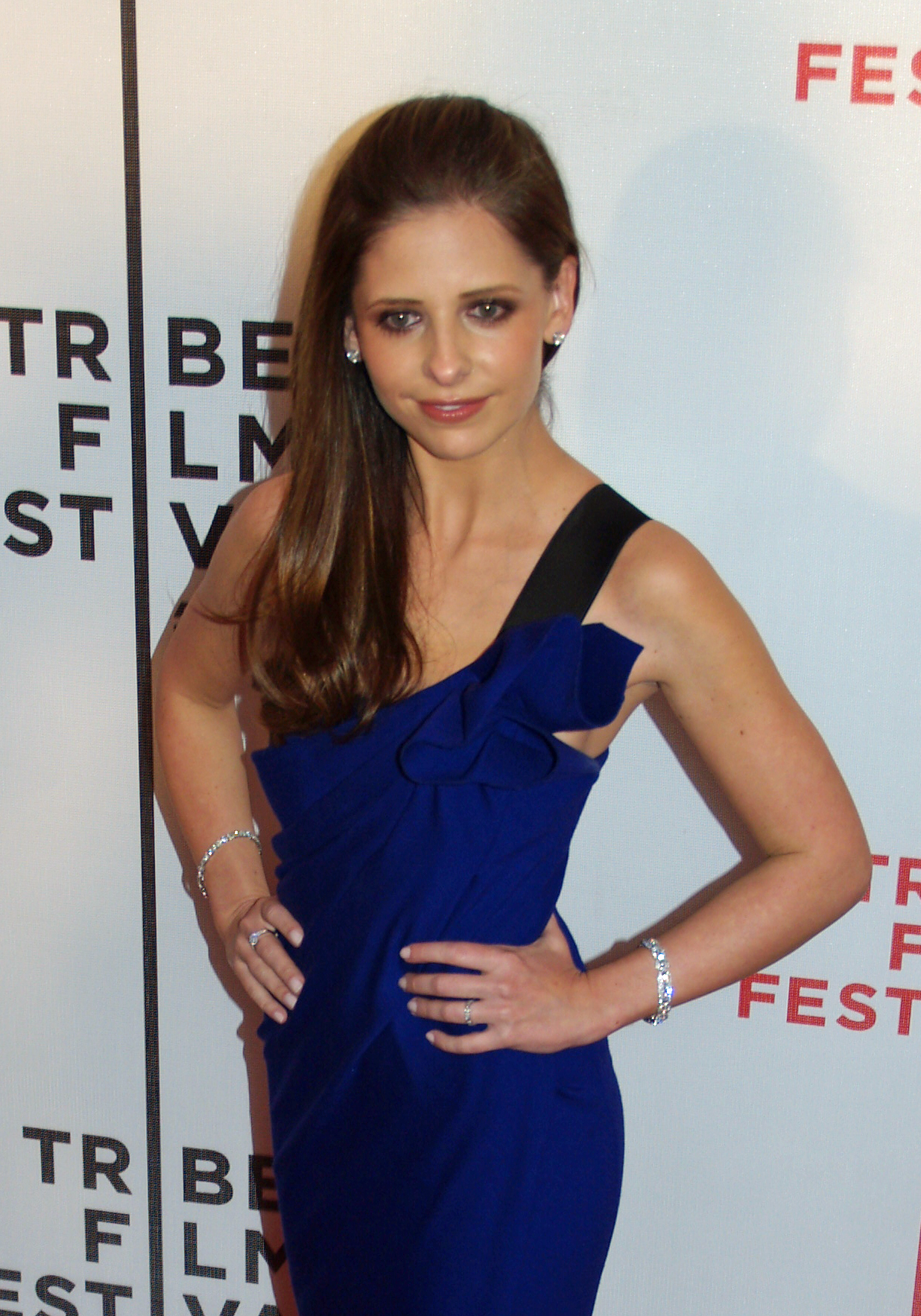
Sarah Michelle Gellar interpreta Sydney Roberts
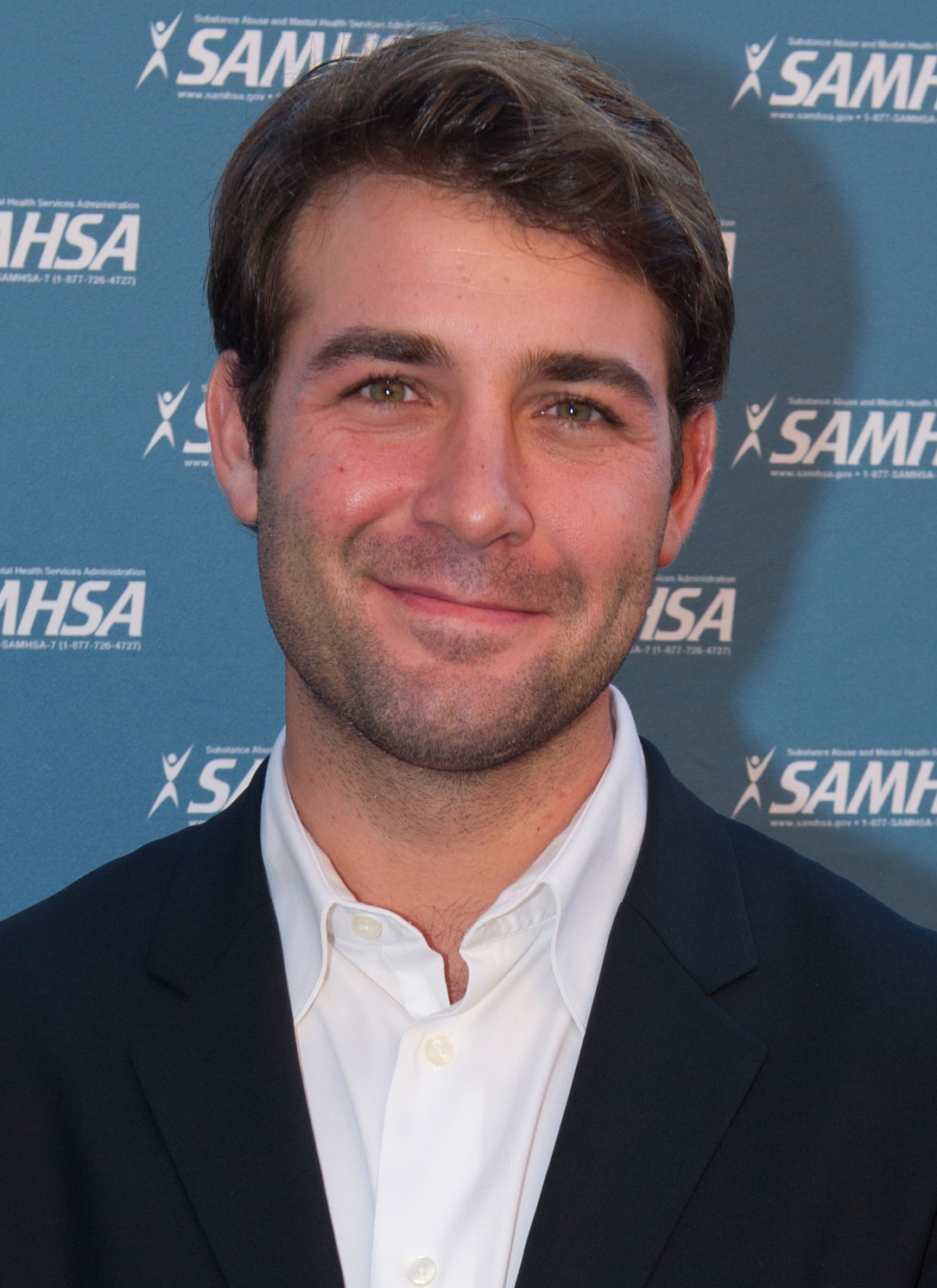
James Wolk interpreta Zach Cropper
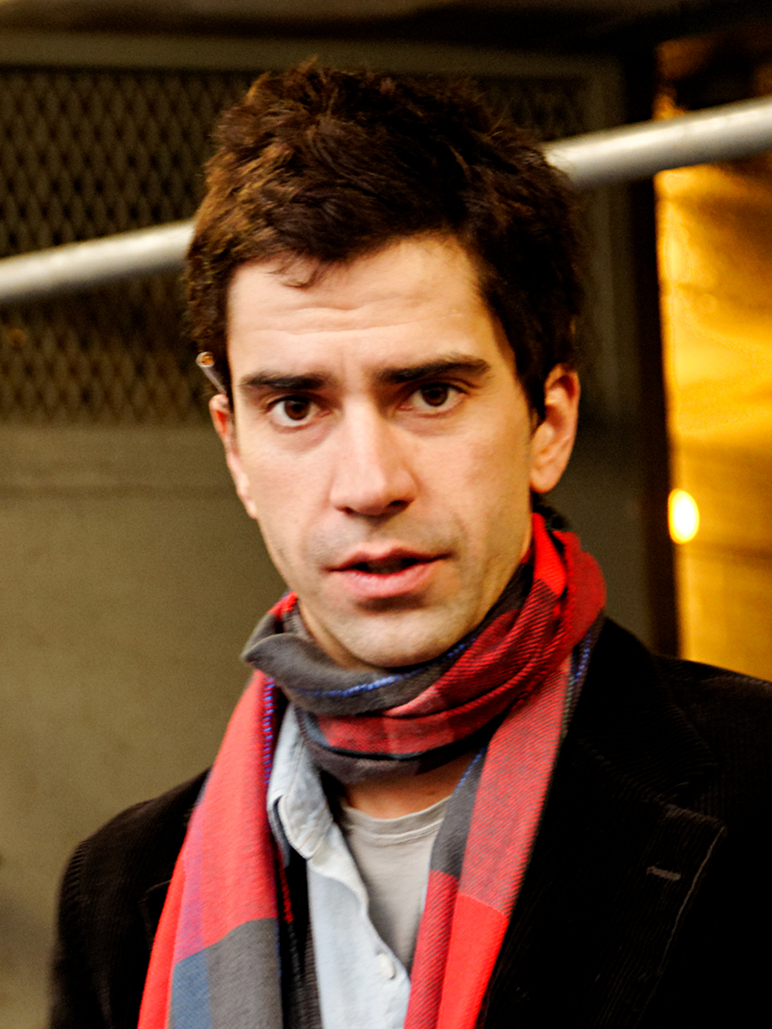
Hamish Linklater interpreta Andrew Kennedy

## Produzione
Nel mese di agosto 2012 la CBS annunciò l'avvio dello sviluppo di una potenziale nuova sitcom single-camera, ideata da David E. Kelley, che avrebbe visto il ritorno in TV, trenta anni dopo la sua ultima apparizione televisiva da protagonista in Mork & Mindy, di Robin Williams. Il 4 febbraio 2013 il network diede il via libera definitivo alla produzione di un episodio pilota, il quale sarebbe stato diretto da Jason Winer.
A Robin Williams, interprete del titolare dell'agenzia, nel febbraio 2013, si aggregarono come membri del cast principale Sarah Michelle Gellar, per il ruolo della figlia del protagonista e direttrice creativa dell'agenzia; James Wolk, Hamish Linklater e Amanda Setton, interpreti di altri impiegati della stessa agenzia.
Il 10 maggio 2013 venne confermata la produzione di una prima stagione completa, in onda dal 26 settembre 2013. La serie è stata ufficialmente cancellata l'11 maggio 2014.